# Сулошин (Люблінське воєводство)
Сулошин (пол. Sułoszyn) — село в Польщі, у гміні Фірлей Любартівського повіту Люблінського воєводства.
Населення — 319 осіб (2011).

## Демографія
Демографічна структура станом на 31 березня 2011 року:
|          | Загалом | Допрацездатний вік | Працездатний вік | Постпрацездатний вік |
| -------- | ------- | ------------------ | ---------------- | -------------------- |
| Чоловіки | 160     | 39                 | 100              | 21                   |
| Жінки    | 159     | 31                 | 74               | 54                   |
| Разом    | 319     | 70                 | 174              | 75                   |